# Язбин Врх
Язбин Врх (словен. Jazbin Vrh) — поселення в общині Шентюр, Савинський регіон, Словенія. 
Висота над рівнем моря: 434,8 м.